# 빅토르 야누코비치
빅토르 페도로비치 야누코비치(우크라이나어: Віктор Федорович Янукович, 러시아어: Виктор Фёдорович Янукович 빅토르 표도로비치 야누코비치[*], 문화어: 윅또르 야누꼬비치, 1950년 7월 9일~)는 우크라이나의 정치인으로, 제4대 우크라이나의 대통령(2010. 2. 25.~2014. 2. 22.)을 지냈다.
1997년부터 2002년까지 도네츠크주 주지사를 지냈으며, 2002년부터 2005년까지, 2006년부터 2007년까지 총리로 재직했다. 2004년 총리 재직 도중에 대통령 선거에 출마하여 공식적인 당선자로 발표되었으나, 부정 선거 논란으로 말미암아 국민 반대로 재선거가 실시되어 재선거에서 당선되지 못했다.
이후 2010년 대통령 선거에 다시 출마하여 당선되어 5년 임기 대통령으로 재직 중, 2013년 말부터 유럽 연합(EU)과 경제 협력 추진 백지화 정책 실시에 대한 반정부 시위인 유로마이단의 영향으로 국민 반대 목소리가 커지던 중, 유로마이단 사건으로 2014년 2월 22일에 축출되어 대통령직을 상실하였다.

## 어린 시절
야누코비치는 1950년 7월 9일 소비에트 연방 우크라이나 소비에트 사회주의 공화국의 예나키예베에서 기관차 운전사였던 벨라루스인 아버지와 간호사였던 러시아인 어머니 사이에서 태어났다. 그는 2살 때 어머니가 세상을 떠나 할머니의 손에서 자라게 되었다. 청소년 시절에 절도와 폭력으로 17살이 되던 1967년에 3년간 소년원에서 수감 생활을 하였다. 1972년 버스 회사에서 전기공으로 일하기 시작했고, 그 후 도네츠크 기술학교에서 학업을 마쳤다. 1980년 졸업 직후에 예나키예베에서 운송 회사의 최고 관리자로 임명되었고, 소련 공산당에 가입했다.

## 정치 활동
1990년대 초반 정치에 입문하였고, 소련이 붕괴되었다. 이후 동부 공업지대인 도네츠크주 주지사를 지냈다. 친러시아 성향의 지역당에서 활동하며 도네츠크 주지사로 영향력을 행사했고, 2002년 총선에서 지역당이 포함된 연정이 중앙 정권을 잡아 그도 입지를 굳혔다. 2002년 11월, 총리로 임명되어 중앙 정계에 진출했고, 2003년부터 지역당 당수를 지냈다. 2004년 10월 대통령 선거에 출마하여, 빅토르 유셴코 후보와 격돌했으며, 1차 투표에서는 근소한 차로 유셴코가 앞섰으나, 유셴코와 야누코비치 모두 다수표는 얻지 못하여 11월, 결선 투표가 치러졌다. 개표 결과 야누코비치가 49.46%의 득표로 대통령 당선자로 발표되었으나, 선거 부정이 개입되었다는 이유로 유셴코 후보 지지자들은 강력히 반발하였다. 오렌지 혁명으로 알려진 시위가 광범위하게 확산되는 등 큰 논란 끝에 12월 26일 재선거가 실시되어 결국 유셴코가 다수표를 얻어 대통령 당선자로 발표되자, 이번에는 야누코비치 후보 지지자들이 반발하였다. 그러나 선거 결과를 뒤집지 못하고 유셴코가 대통령으로 취임하고 야누코비치는 2005년 1월 총리직에서도 축출되었다.
그 후 야누코비치가 이끄는 지역당은 2006년 3월 총선에서 최다 의석을 확보했으며, 이에 따라 우크라이나 정국은 다시 여당과 야당의 대립으로 불안이 계속되었다. 지역당은 친러시아 성향의 다른 당들과 연정을 구성, 2006년 8월에 야누코비치는 다시 총리 자리에 올랐고, 야누코비치의 정적이었던 유셴코 대통령은 정국 안정을 위해 야누코비치를 총리로 인정할 수 밖에 없게 됐다. 이후로도 정국 불안은 계속되어 유셴코 대통령은 2007년 4월 국회 해산을 결정했으며, 이에 따라 조기 총선이 치러졌다. 조기 총선에서 그의 지역당은 제1당의 자리는 유지했으나, 율리야 티모셴코가 중심이 된 다른 당들이 연정을 구성하여 그는 총리 자리에서 물러났고, 티모셴코가 총리 자리에 올랐다.
2010년 대통령 선거에서 그는 다시 지역당 후보로 선출되어 선거에 출마했다. 야누코비치는 1차 투표에서 1위에 올랐으나, 다수표는 얻지 못하여, 율리야 티모셴코 총리와 결선 투표를 치렀다. 이 선거에서도 극심한 정당, 지역, 민족간 대립으로 매우 심한 혼란이 있었으며, 결선 투표 결과 48.95%의 득표율로 최종적으로 대통령에 당선되었다.
대통령 선거에 당선된 야누코비치는 2010년 2월 25일, 제4대 대통령으로 취임했다.
야누코비치가 대통령으로 당선된 후 얼마 지나지 않아 율리야 티모셴코 내각은 해산되었으며, 야누코비치의 측근인 미콜라 아자로프가 지역당 내각을 구성하였다. 이후 티모셴코 전 총리는 직권 남용 혐의로 징역형을 선고받아 수감되었고, 친러시아와 친EU를 사이에 놓고 정국 불안은 계속되었다. 야누코비치 대통령과 아자로프 총리에 반대하는 목소리는 서부와 키이우 일대를 중심으로 계속되었으며, 2013년 하반기부터 대규모 반정부 시위로 확산되었다. 그는 유화책으로 아자로프 총리를 해임하고, 야권 인사들의 사면을 발표하고 EU와의 관계를 강화하겠다고 하였고, 최종적으로 야권 대표와 휴전에 합의했으나, 2월 18일~2월 21일 사이에 시위대에 발포를 허용했다는 사실이 드러났다. 이 발포로 대규모 유혈사태가 일어났으며, 야권은 더욱 강하게 반발하여 키이우와 의회를 점거하자, 야누코비치는 키이우를 떠나 도주하였다. 이 일로 여당도 그에게 등을 돌렸으며, 2월 22일, 국회는 그를 인권침해와 직무유기 등의 혐의로 탄핵을 가결하여 그는 대통령직을 상실하였다.
이후 그는 러시아로 잠입하였다가 2월 28일, 로스토프나도누에서 모습을 드러내어, 자신이 여전히 우크라이나의 합법적인 대통령이며, 러시아가 우크라이나 사태에 개입해야 한다고 주장하였다.
2014년 2월 우크라이나 검찰은 야누코비치와 측근들을 직권을 이용한 공금 횡령 및 탕진혐의로 기소하였으며, 2015년 1월 인터폴에 의해 국제지명수배자 명단에 올랐다.

## 기타 사항
빅토르 야누코비치는 러시아 혈통과 벨라루스 혈통, 폴란드 혈통을 갖고 있다. 소련 시절 우크라이나 동부에 거주하던 대다수의 주민들과 사실상 마찬가지로 우크라이나어보다는 러시아어를 주로 사용하며 지내왔다. 친러시아 성향에 우크라이나어에도 서툰 그의 모습은 서부 지방 주민들에게 반감을 불러일으킬 수 있었으며, 그는 이러한 우려를 불식시키기 위해 우크라이나어 사용을 장려했다.

그는 우크라이나의 열악한 경제 사정에도 호화 생활을 해왔다는 사실이 공개되어 국민들의 공분을 샀다.

## 역대 선거 결과
| 선거명      | 직책명              | 대수 | 정당              | 1차 득표수 | 1차 득표율   | 2차 득표수 | 2차 득표율   | 결과 | 당락 |
| ----------- | ------------------- | ---- | ----------------- | ---------- | ------------ | ---------- | ------------ | ---- | ---- |
| 2004년 선거 | 우크라이나의 대통령 | 3대  | 우크라이나 지역당 | 39.26%     | 11,008,731표 | 44.20%     | 12,848,528표 | 2위  | 낙선 |
| 2010년 선거 | 우크라이나의 대통령 | 4대  | 우크라이나 지역당 | 35.32%     | 8,686,642표  | 48.95%     | 12,481,266표 | 1위  |      |

## 같이 보기
- 2014년 흐루셰우스키가 봉기
- 2021–2022년 러시아–우크라이나 위기
- 지역당